# Lac du Bois Grasslands Park
Lac du Bois Grasslands Park är en park i Kanada.   Den ligger i provinsen British Columbia, i den södra delen av landet, 3 300 km väster om huvudstaden Ottawa. Lac du Bois Grasslands Park ligger 760 meter över havet.
Terrängen runt Lac du Bois Grasslands Park är huvudsakligen kuperad, men västerut är den bergig. Terrängen runt Lac du Bois Grasslands Park sluttar söderut. Närmaste större samhälle är Kamloops, 17,0 km sydost om Lac du Bois Grasslands Park. 
I omgivningarna runt Lac du Bois Grasslands Park växer i huvudsak barrskog. Runt Lac du Bois Grasslands Park är det ganska tätbefolkat, med 207 invånare per kvadratkilometer.